# Xyela fusca
Xyela fusca (лат.) — вид перепончатокрылых насекомых рода Xyela из семейства пилильщиков Xyelidae.

## Распространение
Япония, Сикоку.

## Описание
Мелкие пилильщики, длина около 4 мм. Голова чёрная, жвалы и лабрум от коричневого до белого. Грудь и  брюшко коричневато-чёрные. Длина переднего крыла самки от 2,9 до 3,7 мм, что в 2,80-3,10 раза длиннее, чем ножны яйцеклада. Ложногусеницы питаются предположительно на сосне Pinus parviflora.